# علف بوریای کوهسری
علف بوریای کوهسری (نام علمی: Agrostis olympica) نام یک سرده از سرده سرده است. این جنس در ایران ۵ گونه گیاه گندمی چند ساله دارد که اغلب در چمن زارهای مرطوب کوهستانی و بیشه زارهای جنگلی می‌رویند.